# Saab 92001

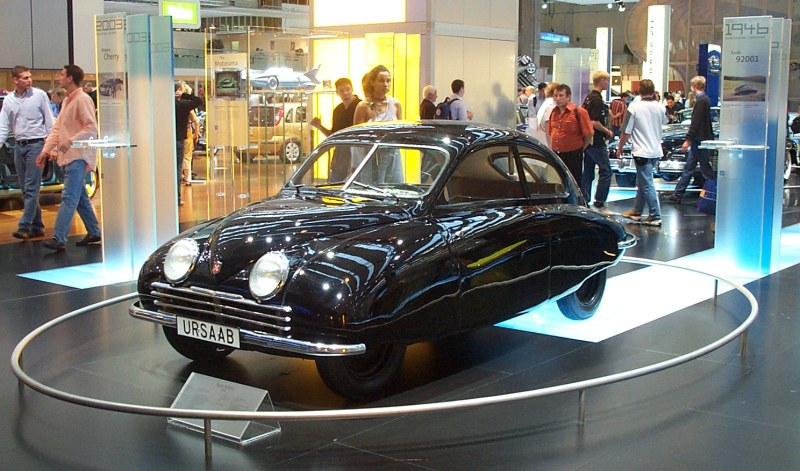
O primeiro protótipo em execução do Ursaab 001 da SAAB, também conhecido como SAAB 92001. Desde então, foi equipado com luzes dignas de estrada e é mantido em funcionamento.

Ursaab, também conhecido como Saab 92001 e X9248, foi o primeiro de 4 carros feitos pelas Saab AB, que na época era apenas um fabricante de aeroplano. O primeiro carro da Saab em produção foi o Saab 92 em 1949.
O modelo foi desenvolvido por uma equipe de 16 pessoas tendo como chefe o engenheiro Gunnar Ljungström e o designer Sixten Sason.
O protótipo tinha um motor a combustão dois cilindros transversal de 18 hp que foi colocado na frente do veículo. O primeiro motor e caixa vieram de um veículo DKW.